# When It's All Over We Still Have to Clear Up
When It's All Over We Still Have to Clear Up – drugi album indierockowej grupy Snow Patrol, wydany 5 marca 2001 roku. Wszystkie teksty zostały napisane przez wokalistę zespołu, Gary'ego Lightbody'ego, a muzyka przez Gary'ego Lightbody'ego, Marka McClellanda i Jonny'ego Quinna.
Sprzedaż płyty wzrosła gwałtownie dopiero po wydaniu przez grupę trzeciego albumu, Final Straw, dzięki któremu zespół zdobył sławę, przez co fani zainteresowali się ich wcześniejszą twórczością, kupując When It's All Over We Still Have to Clear Up.

## Lista utworów

### Oryginalne wydanie
1. "Never Gonna Fall in Love Again" – 2:10
2. "Ask Me How I Am" – 2:34
3. "Making Enemies" – 4:18
4. "Black and Blue" – 3:40
5. "Last Ever Lone Gunman" – 2:43
6. "If I'd Found the Right Words to Say" – 4:47
7. "Batten Down the Hatch" – 3:29
8. "One Night Is Not Enough" – 3:23
9. "Chased by... I Don't Know What" – 2:41
10. "On/Off" – 2:40
11. "An Olive Grove Facing the Sea" – 5:18
12. "When It's All Over We Still Have to Clear Up" – 3:17
13. "Make Love to Me Forever" – 2:55
14. "Firelight" – 3:43

### 2006 reedycja
1. "Never Gonna Fall in Love Again" – 2:10
2. "Ask Me How I Am" – 2:34
3. "Making Enemies" – 4:18
4. "Black and Blue" – 3:40
5. "Last Ever Lone Gunman" – 2:43
6. "If I'd Found the Right Words to Say" – 4:47
7. "Batten Down the Hatch" – 3:29
8. "One Night Is Not Enough" – 3:23
9. "Chased by... I Don't Know What" – 2:41
10. "On/Off" – 2:40
11. "An Olive Grove Facing the Sea" – 5:18
12. "When It's All Over We Still Have to Clear Up" – 3:17
13. "Make Love to Me Forever" – 2:55
14. "Firelight" – 3:43
15. "In Command of Cars" – 3:59
16. "Talk to the Trees" – 1:57
17. "Monkey Mobe" – 1:16
18. "Workwear Shop" – 2:25
19. "Ask Me How I Am" (Video) – 2:44